# 인피니트 콘서트 세컨드 인베이전 에볼루션 더 무비 3D
인피니트 콘서트 세컨드 인베이전 에볼루션 더 무비 3D(INFINITE CONCERT SECOND INVASION EVOLUTION THE MOVIE 3D)는 한국에서 제작된 손석 감독의 2012년 다큐멘터리 영화이다. 인피니트 등이 주연으로 출연하였다.